# CLIPS Video Collection 1992〜1996
『CLIPS Video Collection 1992〜1996』（クリップス・ビデオ・コレクション）は、THE YELLOW MONKEYの初のビデオ・クリップ集。

## 概要
メジャー・デビューシングル「Romantist Taste」から「JAM」までの9曲のビデオ・クリップとメイキング・シーンを収録。

## 収録曲
1. Romantist Taste
2. アバンギャルドで行こうよ
3. 悲しきASIAN BOY
4. 熱帯夜
5. Love Communication
6. 嘆くなり我が夜のFantasy
7. 追憶のマーメイド
8. 太陽が燃えている
9. JAM

映像特典
1. JAM(Directer's Cut＋Making)